# Aircraft Operations Center der National Oceanic and Atmospheric Administration
Koordinaten: 27° 58′ 52,3″ N, 82° 0′ 57,2″ W

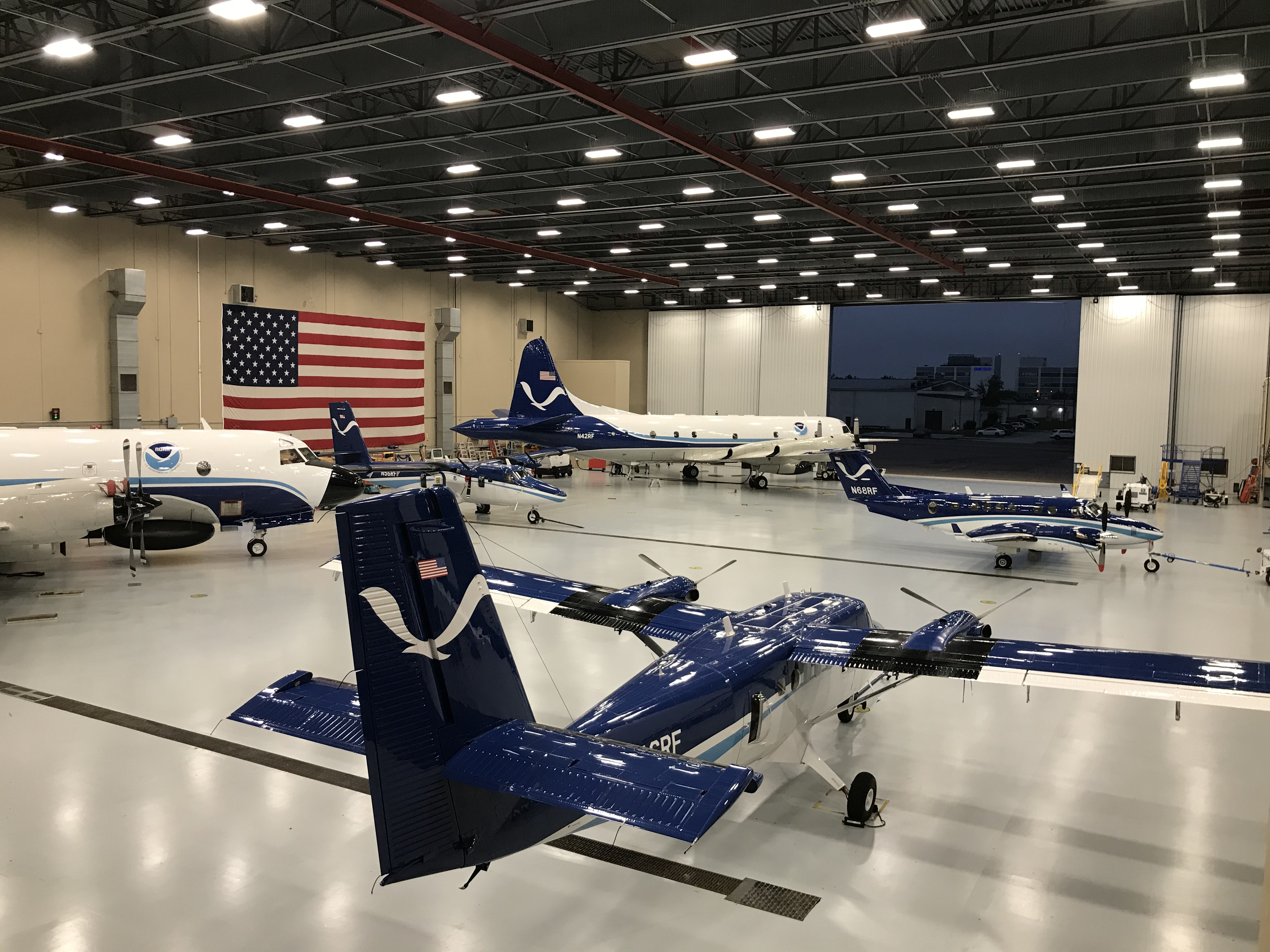
Die beiden Lockheed WP-3D Orion Flugzeuge der NOAA zusammen mit einer De Havilland Canada DHC-6 Twin Otter (Vordergrund) und einer Beechcraft King Air im Hangar des NOAA Aircraft Operations Center in Lakeland, Florida

Das Aircraft Operations Center (AOC) ist die Basis der 15 Flugzeuge der National Oceanic and Atmospheric Administration, der Wetter- und Ozeanografiebehörde der Vereinigten Staaten. Ziel ist es, umweltrelevante und geografische Daten zu erfassen.
Es ist die Heimbasis der NOAA Hurricane Hunters.
Das AOC befindet sich seit Juni 2017 am Lakeland Linder International Airport in Lakeland (Florida) und untersteht dem NOAA Office of Marine and Aviation Operations (OMAO). Von Januar 1993 bis Juni 2017 war das AOC auf der MacDill Air Force Base in Tampa, Florida, ansässig.

## Flugzeugflotte (Auswahl)
- zwei WP-3D Orion (umgerüstete P-3A zur Wetteraufklärung)
- Eine Gulfstream IV-SP
- Vier De Havilland Canada DHC-6
- Eine Beechcraft King Air
- Zwei AERO Commander (eine AC-500S und eine Jetprob)